# Petrovsko
Petrovsko  è un comune della Croazia di 3 022 abitanti della regione di Krapina e dello Zagorje.